# Brian Stableford
Œuvres principales
- Série Grainger des étoiles

Brian Stableford, né le 25 juillet 1948 à Shipley en Angleterre et mort le 24 février 2024 à Swansea au pays de Galles, est un auteur de science-fiction britannique qui a publié plus d'une cinquantaine de romans, d'abord sous le nom de Brian M. Stableford, et plus récemment simplement Brian Stableford. À ses débuts il a également publié une ou deux œuvres  sous le pseudonyme de Brian Craig qu'il a repris pour des publications récentes. Ce pseudonyme associe son prénom et celui de Craig A. Mackintosh, avec lequel il a collaboré dans les années 1960.

## Biographie
Né à Shipley dans le Yorkshire, Brian Stableford obtient un diplôme de biologie à l'université de York en 1969 avant de commencer un troisième cycle de recherche en biologie et plus tard en sociologie. En 1979, il devient docteur en présentant une thèse sur la sociologie de la science-fiction. Jusqu'en 1988, il travaille comme maître assistant en sociologie à université de Reading. Il quitte l'enseignement pour se consacrer à la littérature tout en animant des ateliers universitaires d’écriture créative.
Il a été marié deux fois et il est père de deux enfants, un garçon et une fille, de son premier mariage.

## Œuvres
Brian Stableford est l'auteur de plusieurs séries et d'un grand nombre de romans dans lesquels il s'essaie à plusieurs genres, notamment le space opera (Hooded Swan, série publiée entre 1972 et 1975) ou  le steampunk. Il a participé à plusieurs anthologies et traduit des auteurs français tels que Paul Féval, Camille Flammarion, Auguste de Villiers de L'Isle-Adam et Gaston de Pawlowski. Il a publié également des essais et des études sur la science-fiction ou sur des auteurs de science-fiction.

### SérieGrainger des étoiles
1. Le Courant d'Alcyon, OPTA, 1975 ((en) The Halcyon Drift, 1972)
2. Rhapsodie noire, OPTA, 1975 ((en) Rhapsody in Black, 1973)
3. Terre promise, OPTA, 1977 ((en) Promised Land, 1974)
4. Un petit coin de Paradis, OPTA, 1980 ((en) The Paradise Game, 1974)
5. Le Fenris, OPTA, 1980 ((en) The Fenris Device, 1974)
6. Le Chant du cygne, OPTA, 1981 ((en) Swan Song, 1975)
  - Grainger des étoiles - Intégrale I, Critic, 2019
  - Grainger des étoiles - Intégrale II, Critic, 2019

### SérieDaedalus
1. L'Énigme de Floria, OPTA, 1986 ((en) The Florians, 1976)
2. Le Seuil critique, OPTA, 1986 ((en) Critical Threshold, 1977)
3. La Troisième mission, OPTA, 1986 ((en) Wildeblood's Empire, 1977)

### SérieLes Livres de la Genèse
1. Le Sang du serpent, Rivages, 1997 ((en) Serpent's Blood, 1995)
2. Le Feu de la salamandre, Rivages, 1998 ((en) Salamander's Fire, 1996)

### SérieLes Loups-garous de Londres
1. Les Loups-garous de Londres, J'ai lu, 1993 ((en) The Werewolves of London, 1990)
2. L'Ange de la douleur, J'ai lu, 1994 ((en) The Angel of Pain, 1991)

### SérieMnemosyne
1. La Muse égarée, Rivière Blanche, 2011 ((en) The Wayward Muse, 2005), trad. Catherine Rabier
2. La Complainte d'Eurydice, Rivière Blanche, 2016 ((en) Eurydice's Lament, 2015), trad. Catherine Rabier
3. Le Miroir de Dionysos, Rivière Blanche, 2024 ((en) The Mirror of Dionysius, 2016), trad. Catherine Rabier
4. (en) The Pool of Mnemosyne, 2018

### SérieAuguste Dupin
1. Le Testament d'Erich Zann, Les Moutons électriques, 2019 ((en) The Legacy of Erich Zann, 2010), trad. Catherine RabierParu dans Le Testament d'Erich Zann, suivi de La Fille de Valdemar
2. La Fille de Valdemar, Les Moutons électriques, 2019 ((en) Valdemar's Daughter: A Romance of Mesmerism, 2010), trad. Catherine RabierParu dans Le Testament d'Erich Zann, suivi de La Fille de Valdemar
3. (en) The Mad Trist: A Romance of Bibliomania, 2010
4. (en) The Quintessence of August, 2011
5. Le Chiffre de Cthulhu, Les Moutons électriques, 2020 ((en) The Cthulhu Encryption: A Romance of Piracy, 2011), trad. Catherine Rabier
6. (en) Journey to the Core of Creation: A Romance of Evolution, 2011
7. (en) Yesterday Never Dies: A Romance of Metempsychosis, 2012

### SérieL'Empire des nécromants
1. L'Ombre de Frankenstein, Rivière Blanche, 2010 ((en) The Shadow of Frankenstein, 2008), trad. Nicolas Cluzeau
2. Frankenstein et la Vampire, Rivière Blanche, 2019 ((en) Frankenstein and the Vampire Countess, 2009), trad. Martine Blond
3. Frankenstein à Londres, Rivière Blanche, 2020 ((en) Frankenstein in London, 2010), trad. Martine Blond

### SérieMorgan's Fork
1. (en) Spirits of the Vasty Deep, 2018
2. (en) The Insubstantial Pageant, 2018
3. (en) The Truths of Darkness, 2019

### SériePaul Furneret
1. (en) The Painter of Spirits, 2019
2. (en) The Quiet Dead, 2019
3. (en) Living with the Dead, 2019

### Romans indépendants
- Le Bord du monde, J'ai lu, 1992 ((en) The Last Days of the Edge of the World, 1978)
- Les Souterrains de l'Enfer, OPTA, 1986 ((en) Journey to the Center, 1982)
- Les Portes de l'Éden, OPTA, 1984 ((en) The Gates of Eden, 1983)
- L'Extase des vampires, Denoël, 1998 ((en) The Hunger and Ecstasy of Vampires, 1996)
- L'Ombre de Frankenstein, Black Coat Press, 2010 ((en) The Shadow of Frankenstein, 2008)

### Recueils de nouvelles indépendants
- Les Royaumes de Tartare, OPTA, 1981 ((en) The Realms of Tartarus, 1977)
- La Porte de l'Éternité, (Sherlock Holmes and the Vampires of the Eternity, 2009)

### Nouvelles
- Le Plombier pie de Haemlin, publiée dans Histoires de cochons et de science-fiction (1998).